# Masakr u Trnju
Pokolj u Trnju je bilo masovno ubojstvo kosovskih Albanaca u selu Trnje (alb.: Ternje) blizu Suve Reke na Kosovu, koji su 25. ožujka 1999. godine počinile srpske snage. 

## Pozadina
Selo Trnje (Terrnje) se nalazi oko 6 km jugozapadno od Suve Reke, blizu prizrenske općine. Selo je u većini bilo naseljeno Srbima.

## Pokolj
Na dan 25. ožujka 1999, između 5 i 6 sati ujutro, u Trnje je stigla grupa policajaca. Jedan izveštaj spominje da je bilo granatiranja dok ga je policija opkoljavala, i da je jedna starija osoba poginula kada se srušio krov kuće koja je bila pogođena. Izgleda da su meta napada bile dvije kuće na rubu sela. Policajci su ušli u prve dvije kuće u selu i prema svedječenju ubili veći broj ljudi koji su se tamo zatekli. Jedan od pripadnika srpskih snaga je držao amblem OVK-a u ruci, koji je navodno našao u kući, i zahtijevao da mu se kaže tko je vlasnik kuće, nakon čega je izdao naređenje da se puca:
Drugi svjedok koji je preživio pucnjavu je istražiteljima HRW-a ispričao sličnu priču:
Nakon toga, kuće su bile zapaljene. Zatim je, po svemu sudeći, nastala opća panika. Policajci su pucali na ljude koji su bježali iz svojih kuća: jedna oitelj koja je pokušavala skloniti se u potok tog je dana imala osmoro ubijenih. U potoku, preživjeli su bili opkoljeni, muškarci su bili izdvojeni od žena i djece. Četiri muškarca su strijeljana. Ostalima je naređeno da se vrate u svoju kuću, koja je tada već gorjela. Tu su ostali tri dana, „sve vrijeme slušajući pucnjavu“.
Jedan mladić koji se bio sakrio na tavanu kuće svog ujaka svjedoči da je vidio kako su policajci u maskirnim uniformama naredili djevojkama između 15 i 24 godine da odu na prvi kat kuće. Uskoro poslije toga čuo je vrištanje. Kada je nakon tri dana izašao iz svog skrovišta, u sobi je našao njihova tijela. Sve su na tijelima imale ubode od noževa.
Jedan čovjek priča kako su uvečer 25. ožujka u jednoj kući on i njegovi pratioci našli 17 tijela, i još tri djeteta koja su bila živa. Kaže da su po svemu sudeći u kući eksplodirale ručne bombe. Bilo je tijela koja su ležala na ulici, a jedan stariji čovjek je ležao ranjen.

## Broj žrtava
Svjedoci su prijavili da su neposredno vidjeli između 24 i 36 ubojstava koja su počinile srpske snage sigurnosti; konačan broj je možda veći. Neki izveštaji prenose da je u Trnju ubijeno oko 40 ljudi.

## Uklanjanje tijela
Četiri dana nakon pokolja, jedan svjedok je vidio nepoznate osobe kako kamionom odnose leševe iz Trnja. On je izjavio:
Jedan svjedok kaže da su mrtvi zakopani u masovnoj grobnici blizu Ljubižde, kao i na deponiji smeća nedaleko od puta Suva Reka-Prizren.